# Problèmes de l'agriculture nigérienne
 (juillet 2019).

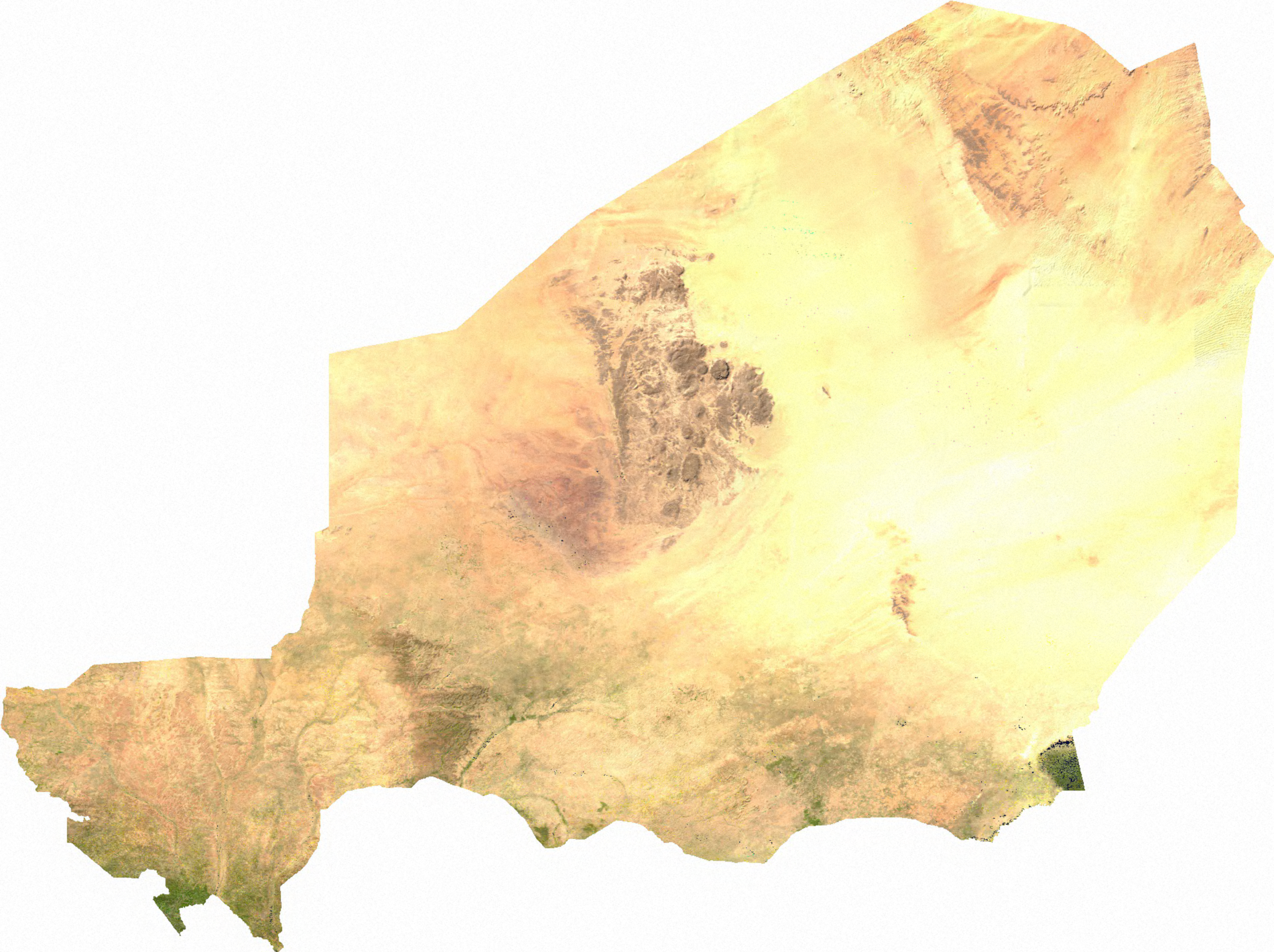
Image satellite du Niger.

Le Niger, pays sahélien avec une superficie de 1 267 000 km2 dont les trois quarts désertiques, a une économie dominée par l'agriculture qui contribue à 40 % au PIB et représente le premier secteur générateur de revenu pour la population et pour l'État. Ce secteur agricole, qui n’exploite qu’environ 12 % du territoire national,, connaît cependant d’innombrables défis.

## Défis climatiques
Le secteur agricole nigérien est d'abord fortement tributaire des conditions climatiques caractérisé par une forte aridité accentuée par des températures élevées, une variabilité spatio-temporelle et interannuelle très forte des précipitations ainsi que leur réduction (déplacement des isohyètes vers le Sud). À cela, il faut ajouter des pertes considérables d’eau dues au ruissellement et à l’évaporation à partir du sol et par percolation en profondeur. Le Niger a connu aussi de nombreuses sécheresses qui ont eu des effets néfastes sur le secteur agricole. À titre d’exemple, entre 1980 et 2009, il a été enregistré sept années de «déficit pluvial » : 1984, 1993, 1997, 2000, 2004, et 2009. L’une des conséquences graves de ces facteurs climatiques est la dégradation des terres agricoles qui contribue ainsi largement à la baisse des productions agro-sylvo-pastorales et à la paupérisation des populations.

## Défis anthropiques
En plus de la dégradation due aux conditions climatiques, il faut ajouter la dégradation anthropique liée aux activités humaines notamment les pratiques agricoles peu performantes, les outils de travail rudimentaires dont l’utilisation tend à fragiliser davantage la stabilité structurale des sols à l’origine très faible. Le surpâturage, le piétinement, la surexploitation des terres et le déboisement conduisent à une réduction du couvert végétal ce qui rend les sols vulnérables à l’érosion. Celle-ci est aggravée par la forte intensité des orages pluvieux.

## Défis démographiques
Aux problèmes ci-dessus s’ajoute une forte croissance démographique (3,9 % selon le recensement général de 2012) qui est l'une des plus élevées au monde (Guengant et Banoin, 2003 ; Banoin et al., 2006). Des densités démographiques de 35 à 100 habitants sont atteintes dans les zones les plus favorables à l'agriculture comme le sud Maradi où elles frôlent actuellement les 200 hab/km2 (Raynaut cité par Yamba, 2004). Il en résulte de cette démographie, la saturation foncière très marquée dans les régions de Maradi, Zinder et la partie sud de Dosso, avec comme effet la réduction voire la disparition des aires de pâturage et surtout de la jachère qui permettait la reconstitution naturelle de la fertilité des sols à travers le recyclage des éléments nutritifs et de la matière organique,.
L’explosion démographique a entraîné aussi des migrations des populations vers le sud ou vers les centres urbains et la sédentarisation massive des populations nomades. La résultante de ces phénomènes est la dégradation du milieu qui se traduit par la diminution du rendement des cultures, la remise en activité des dunes autrefois fixées par la végétation et un déboisement excessif. On note aussi une concurrence entre l’agriculture et l’élevage. En effet, dans beaucoup des régions du Niger, l’élevage souffre d’insuffisance des espaces à pâturer et aussi du fourrage. Cette situation a conduit à une utilisation presque complète des résidus de cultures pour l’alimentation du bétail ; aussi la totalité de la matière végétale produite est exportée, perturbant de ce fait l’efficacité globale du système de production agricole ainsi que l’équilibre de ses relations avec l’environnement physique. L’association agriculture – élevage connue dans toutes les exploitations devient de plus en plus difficile, conduisant les petites exploitations à abandonner la pratique de l’élevage. Le manque de matière organique et la faible stabilité structurale des sols va entraîner un déficit en éléments nutritifs et une capacité insuffisante de rétention d’eau, d’où une réduction de la croissance des plantes.
La croissance démographique brutale et les conditions économiques difficiles entraînent, comme il est dit plus haut, une urbanisation anarchique difficilement contrôlable. Au Niger, l’ensemble de la population urbaine a été multiplié par 14 et celle de Niamey par près de 20 fois. Il en est résulté de cette urbanisation un développement des secteurs industriel et routier entraînant un rejet des divers polluants dans l’environnement. À ceux-ci, s'ajoutent les pollutions issues des décharges publiques à ciel ouvert ou des activités informelles (incinération des déchets, brûlage des pneus, cuissons diverses, nettoyage, rejet des excrétas…). Parallèlement, il s’est développé aux alentours des zones urbaines et périurbaines des villes, des activités agricoles (maraîchage, riziculture, arboriculture) et d’élevage destinées principalement à approvisionner les marchés locaux en légumes, fruits, riz, viandes et laits. Ces produits sont alors susceptibles d’être contaminés car cultivés dans des zones potentiellement polluées, et irrigués souvent avec des eaux usées. Cela pourrait engendrer un risque de contamination humaine à travers la consommation de ces produits.

## Conséquences sur les sols
Toutes ces contraintes ont engendré au Niger des sols globalement fragiles et chimiquement très dégradés et érodés,,. En effet, en dehors des vallées alluviales, la majorité des sols sont de type ferrugineux tropical lessivé caractérisé par une faible teneur en argile de type kaolinite, une forte sensibilité à la battance, au lessivage, à l’érosion et à l’acidification. Ce sont des sols très sableux dans leur majorité et sont de ce fait susceptibles à la déflation éolienne. Ils ont une carence généralisée en matière organique (moins de 0,6% d’humus) et sont déficitaires en éléments nutritifs majeurs que sont l'azote (N), le phosphore (P) et le potassium (K). Selon la FAO, les terres cultivées perdent environ 22 kg d’azote (N), 2,5 kg de phosphore (P) et 15 kg de potasse (K) par hectare et par an soit 10 à 45 kg de NPK/ha et par an. Les sols sont épuisés et souffrent d’acidité, de faible capacité d’échange de cations et de toxicité alumique,. Dans ces conditions, la monoculture des céréales est en grande partie responsable de cette déficience en éléments nutritifs et en matière organique ainsi que de l’acidification des sols.
Les engrais minéraux, qui ont pour rôle de fertiliser les sols, connaissent une application extrêmement limitée à cause de leur faible disponibilité sur les marchés locaux, de la faible capacité d’investissement de la plupart des paysans, des risques économiques dus aux aléas climatiques, de la non exploitation des ressources minérales locales et des déficiences dans les politiques et institutions agricoles. De plus, l’utilisation exclusive des engrais minéraux, entraîne à long terme une diminution de la matière organique, une acidification des sols, une désaturation du complexe d’échange, une augmentation de la toxicité en aluminium tant de facteurs capables de réduire le rendement. Dans la situation actuelle, les quantités apportées de fumures organique et minérale sont insuffisantes, ce qui se traduit par un bilan minéral déficitaire,. En effet, la terre est privée de ses éléments nutritifs, constamment puisés dans le sol lors des récoltes, qui ne sont pas remplacés par des fertilisants.
Une situation très préoccupante dans la région de Maradi particulièrement, mérite d’être signalée car très néfaste pour la vie des sols. En effet, la baisse progressive de la production d’arachide, a amené les paysans à adopter la culture du souchet qui est pratiquée avec des méthodes archaïques sur des terres très sableuses. Le système de production de souchet, actuellement mis en œuvre, est en train d’aggraver la destructuration et l’épuisement des sols déjà fragiles et menace sérieusement le devenir de l’agriculture dans cette région du pays.

## Cas des terres des vallées
Le déficit en éléments fertilisants n’épargne pas aussi les terres des vallées qui connaissent en plus, des manifestations de salinisation, de sodisation et d’alcalinisation dans les zones potentiellement irrigables et de problème de qualité de l’eau d’irrigation. En effet, comme l’ont souligné, la salinité des sols est un problème bien connu qui affecte la plupart des terres irriguées en zones aride et semi-aride. Les conséquences sont l’augmentation du potentiel de l'eau présente dans le sol, qui est d'autant plus difficile à mobiliser par la plante, l’apparition des phénomènes de toxicité de certains ions (chlorure, bore), l'inassimilabilité de certains éléments (Zn, P, N) entraînant leur carence, la dispersion des agrégats et de la matière organique, ce qui conduit à une réduction de la porosité et à un tassement de sol et conséquemment à la réduction de la perméabilité. Les effets sont néfastes non seulement pour l’agriculture, mais aussi pour les réserves et la qualité de l’eau.
Au regard de toutes ces contraintes et de la nécessité de produire plus pour nourrir une population en croissance rapide, il apparaît clairement que la préservation de la capacité productive des sols est indispensable. Ceci n’est possible que par une gestion intégrée des sols et des nutriments qui vise à optimiser les propriétés physiques, chimiques, biologiques et hydrologiques du sol, pour améliorer la productivité des terres et réduire leur dégradation. Comme l’ont indiqué, les sociétés humaines doivent utilisés les sols sans freiner leur formation, sans accélérer les érosions, sans diminuer les teneurs en matière organique des sols, en veillant à la biodiversité dans et sur les sols, en maintenant une bonne structuration et une bonne porosité des sols, en évitant les pollutions des sols et en évitant les appauvrissements nutritifs des sols. Il s’agit donc de mettre à la disposition des paysans nigériens, des connaissances opérationnelles et des outils afin de définir des stratégies de gestion de la fertilité physique, chimique et biologique des sols cultivés, à l’échelle de la parcelle et de l’exploitation, adaptées aux principaux systèmes de production.